# Музично-драматична школа Станіслава Блуменфельда
Музично-драматична школа С. Блуменфельда — приватна музична школа в Києві, заснована у 1893 році піаністом і композитором Станіславом Блуменфельдом. Складалась з музичного і драматичного відділу, відкритого 1894 року. Діяла до 1903 року.

## Загальні відомості
Серед вихованців — оперний співак Г. Внуковський, композитор і диригент О. Кошиць, музичний педагог О. Мандельштам.
Викладачі і учні школи поставили кілька вистав на сцені театру «Соловцов», влаштовували публічні концерти.
Спершу школа розташовувалась в будинку по вулиці Михалівській, 16а, де на початку XX ст. також діяло Музично-драматичне училище М. Лєсневич-Носової. Після смерті засновника у 1898 році навчальний заклад переїхав на сучасну вул. Л. Толстого, 1.

## Закриття школи
В останній рік роботи школу очолював композитор Микола Лисенко. Про закриття закладу у приватному листі він писав:
|  | Вчера покончили все экзамены в бывшей музыкальной школе Блуменфельда... поміркували, повершили діла, закрили школу та й розійшлися. Тепер уже школи С. М. Блуменфельда більше нема. Якщо Міністерство внутренних дел, куда я слал прошение через Драгоманова, разрешит мне, то будет нова музична школа Лисенка. |

Музично-драматична школа М. Лисенка почала функціонувати восени 1904 року за адресою вул. Велика Підвальна, 15 (тепер Ярославів Вал).

## Викладачі
Серед відомих діячів культури, які працювали у музичному відділі:
- оперні співачки К. Массіні, К. Прохорова-Мауреллі (клас сольного співу);
- С. Блуменфельд (клас хорового співу);
- М. Лисенко, С. Блуменфельд (фортепіано);
- К. П'ятигорович (скрипка);
- Я. Шебелик (віолончель);
- Г. Любомирський (теорії та історії музики і сольфеджіо);
- М. Медведєв

У драматичному відділі дикцію, декламацію і сценічну практику викладали актори А. Долинов, Євген Недєлін (Недзельський), М. Багров та ін.